# Stefanówka (powiat opolski)
Stefanówka – wieś w Polsce położona w województwie lubelskim, w powiecie opolskim, w gminie Józefów nad Wisłą.
W latach 1975–1998 miejscowość administracyjnie należała do ówczesnego województwa lubelskiego.
Wieś stanowi sołectwo w gminie Józefów nad Wisłą. Według Narodowego Spisu Powszechnego z roku 2011 wieś liczyła 134 mieszkańców.

## Historia
Dawna nazwa Stefanówki w wieku XIX to Magazyn stąd Słownik geograficzny Królestwa Polskiego poświęca wsi dwie noty.
- W roku 1884 „Magazyn – folwark do dóbr Boiska i Grabówka należący w powiecie janowskim, gminie Dzierzkowice, parafii Boiska. Rozszerzony terytorialnie przez wykarczowanie części lasów przyległych, nosi obecnie nazwę Stefanówka. Posiadał dom 1, budynków drewnianych 3, gruntu mórg 300, gleba dobra gliniasto-piaszczysta”[9].
- W roku 1890 „Stefanówka alias Magazyn – folwark w powiecie janowskim, gminie Dzierzkowice, parafii Boiska, odległy 48 wiorst od Janowa. Oddzielony od dóbr Boiska, ma 600 mórg powierzchni”[10].